# 강형주
강형주(姜炯周, 1959년  ~ )는 서울중앙지방법원장을 역임한 법조인이다.

## 생애
광주제일고등학교와 서울대학교 법과대학을 졸업하고 1981년 제23회 사법시험을 합격하여 1983년에 사법연수원 13기를 수료하고 1985년 서울지방법원 판사에 임명되었다. 1995년 법원행정처 법무담당관을 거쳐 서울중앙지방법원 민사수석부장판사, 서울고등법원 부장판사, 광주지방법원 수석부장판사,인천지방법원 부장판사를 역임하였다. 서울고등법원 형사부 재판장에 있을 때 민청학련 사건에 연루된 최권행 서울대 불어불문학과 교수와 백영서 연세대 사학과 교수, 제정구 의원에 대한 재심사건에서 모두 무죄를 선고했고 피고인의 구속집행을 정지했을 때 검찰이 상급법원에 즉시항고할 수 있도록 규정한 형사소송법 101조 3항에 대해 위헌법률심판을 제청해 헌법재판소의 위헌결정을 받았다. 2014년 2월에 인천지방법원장에 부임하면서 제29대 인천광역시 선거관리위원회 위원장을 맡았고 2014년 8월부터 1년동안 법원행정처 차장에 임명되어 판사정원법 개정을 추진하여 법조 일원화를 이뤘다. 2015년 8월 대법관 후보추천위원회에 의해 성낙송 수원지법원장, 이기택 서울서부지법원장과 함께 민일영 대법관 후임 대법관으로 추천되었으나 임명권자에 의해 선택되지 못하였고 이후 제15대 서울중앙지방법원장과 서울특별시 선거관리위원회 위원장을 겸임하였다. 2017년 법원에 대한 국정감사에서 박근혜 전 대통령에 대한 구속과 구속기간 연장 논란에 대해 "갈 길이 많이 남은 사건에 대해 언급하는 것은 원만한 진행을 위해 도움이 안 된다"고 했다.

## 주요 판결
- 육영재단 소유 건물 임대 사업을 하면서 관할 관청에 허가를 받지 않은 박정희 전 대통령의 둘째 딸 박근령과 육영재단에 대해 각각 벌금 100만원을 선고했다.[6]
- 조선일보의 1968년 12월 11일자 「"공산당이 싫어요, 어린 항거 입 찢어"」 기사를 허위·조작이라고 주장해 명예훼손 혐의로 기소된 김주언 전 언론개혁시민연대 사무총장에 대한 항소심에서 징역 6월이 선고된 원심을 깨고 징역6월에 집행유예 2년을 선고했다. 1심에서 징역 10월이 선고된 김종배 전 <미디어오늘> 편집장에게는 "진실이라고 믿었을 만한 상당한 이유가 있고 공익성이 인정된다"며 원심을 깨고 무죄를 선고했다.[7]
- 소변검사 조작을 통해 병역을 기피한 혐의로 구속 기소된 뒤 1심에서 징역 8월이 선고된 메이저리그 출신 프로야구 선수 조진호의 항소심에서 피고인 항소를 기각했다.[8]
- 회사에 손해를 끼치고 회삿돈을 횡령한 혐의(특경가법상 배임 및 횡령) 등으로 구속 기소된 김석원 쌍용양회 명예회장에 대해 징역 3년에 집행유예 4년을 선고했다.[9]
- 용산4구역 철거현장 화재 사건으로 특수공무집행 방해 치상 등 혐의로 구속 기소된 남경남 전국철거민연합 의장에 대해 원심을 깨고 징역 5년에 벌금 100만원을 선고했다.[10]
- 전국교직원노동조합이 자신들에 대해 '종북의 심장' 등으로 표현한 공교육살리기 학부모연합을 상대로 제기한 시위금지 가처분신청에 대해 해당 표현이 들어간 펼침막과 팻말 등을 떼도록 결정했다.[11]